# Petxina de pelegrí del Mediterrani
La petxina o copinya de pelegrí de la Mediterrània (Pecten jacobaeus), és una espècie de mol·lusc bivalve lamel·libranqui de l'ordre dels filibranquis, de la família dels pectínids i del gènere dels Pecten. Es tracta d'una espècie marina endèmica de la mediterrània, molt pròxima de l'espècie atlàntica Pecten maximus.
A la cultura cristiana de la Mediterrània, la seva petxina s'associa amb l'apòstol Sant Jaume, el Major, fill de Zebedeu i Salomé, també conegut com a Sant Jacob. Per això el nom en llatí és de petxina més l'adjectiu jacobaeus, és a dir de Jacob. El papa Benet XVI la va incloure al seu escut papal.

## Descripció
És un mol·lusc de dues valves irregulars. La valva més petita és plana, de forma arrodonida, i presenta 14-16 canalos estriats radials, que parteixen d'un punt central a l'extrem de la valva. Viu a entre 25 i 200 metres de profunditat, en fons sorrencs, a la mar mediterrània. És hermafrodita, primer maduren les gònades masculines. Menja plàncton i altres organismes flotants per filtració de l'aigua marina a través de les seves brànquies.

## Gastronomia
L'ús que se li dona és sobretot gastronòmic. Es poden menjar crues o molt lleument cuites. En cultures de gastronomia atlàntica de vegades es mengen gratinades amb formatge o altres ingredients.
La Unió Europea (Reg. CEE n. 1626 de 27/06/94) estipula que només es poden vendre a partir de deu centímetres de diàmetre.

## Obtenció
Es pesca per sistema d'arrossegament